# Polyptychoides erosus
Polyptychoides erosus là một loài bướm đêm thuộc họ Sphingidae. Nó được tìm thấy ở highland forest in Kenya và Tanzania, phía đông của thung lũng Rift.
Chiều dài cánh trước là 35–41 mm đối với con đực và khoảng 53 mm đối với con cái.